# Harmothoe synaptae
Harmothoe synaptae är en ringmaskart som beskrevs av Saint-Joseph 1888. Harmothoe synaptae ingår i släktet Harmothoe och familjen Polynoidae. Inga underarter finns listade i Catalogue of Life.